# Pierre de Brantôme
Pierre de Bourdeille (Périgord, ca. 1540 — 15 de julho de 1614), senhor de Brantôme, também conhecido por Pierre de Brantôme, foi um historiador, escritor e político francês, conhecido pelas suas aventuras amorosas e pelo seu gosto pelo risco.

## Biografia
Pierre de Brantôme é por vezes intitulado abade de Brantôme. Tal título deriva não de qualquer função religiosa mas simplesmente por ter sido senhor e proprietário da abadia de Brantôme.
De formação militar, participou nas batalhas de Deux, de Meaux e de Saint-Denis que opuseram os protestantes aos católicos. Terminou a sua carreira militar em 1574, mantendo contudo o gosto pela aventura e acompanhando as lutas que se seguiram integrado no séquito de Filippo Strozzi, de quem era íntimo.
Permanentemente envolvido em intrigas amorosas, foi parte em duelos, rivalidades e mesmo alguns assassinatos. Manteve relacionamentos amorosos com algumas das damas mais importantes da corte, falando-se em intimidade com a rainha-mãe Catarina de Médicis, de que foi protegido.
Acompanhou Filippo Strozzi na sua expedição aos Açores, tendo assistido à batalha naval de Vila Franca do Campo (1582), que relatou nos seus escritos.
Considerado um escritor ligeiro pela sua recolha Les dames galantes, foi também autor de crónicas, relatos de viagens e de batalhas. Também escreveu algumas biografias. Um traço comum da sua obra é a sua atracção pelas mulheres, as quais descreve apaixonadamente. Entre as figuras femininas referidas estão as rainhas Margarida de Valois (a inspiradora rainha Margot) e Catarina de Médicis. As suas obras apenas foram publicadas postumamente.

## Obras

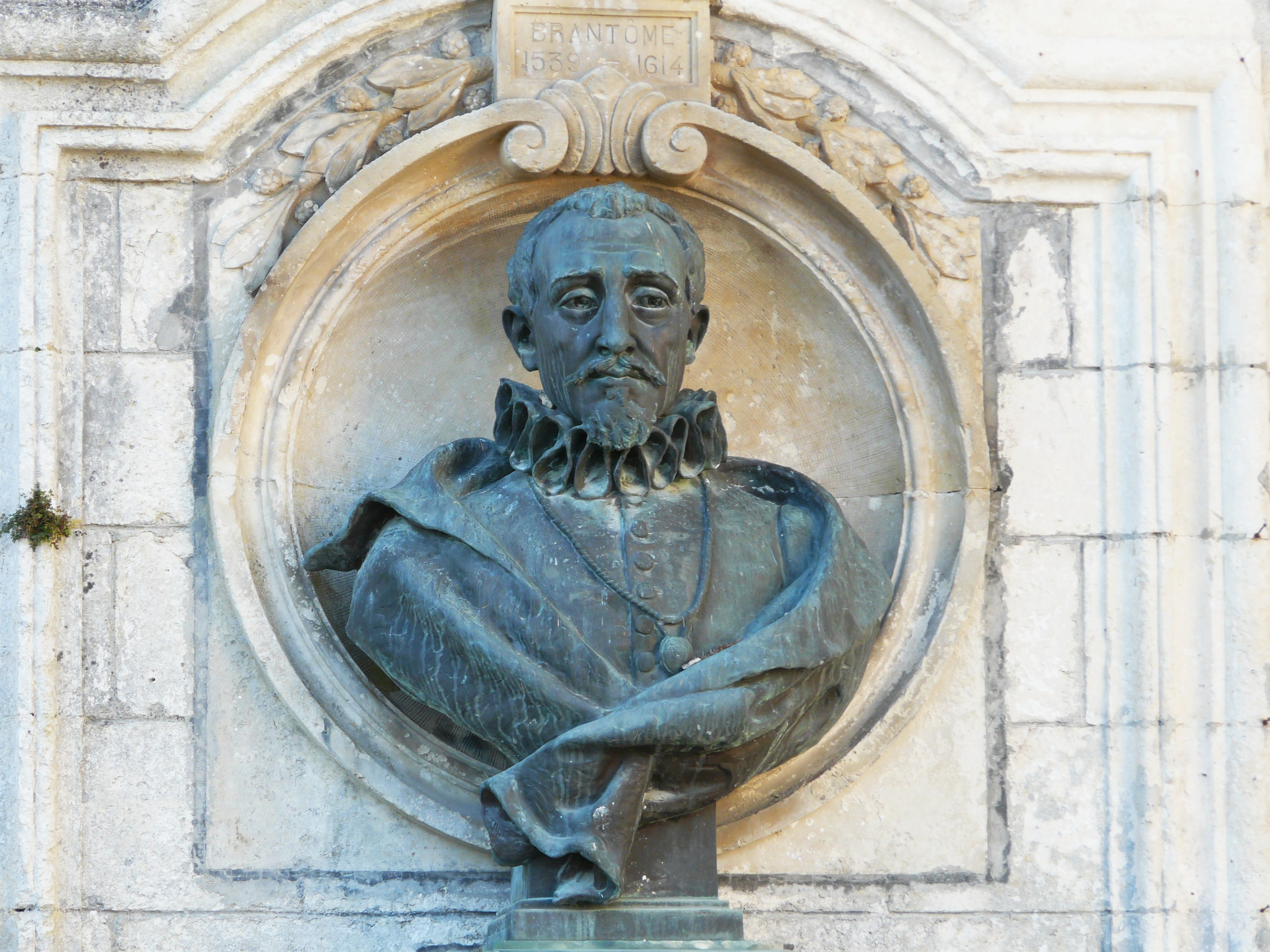
Busto de Pierre de Bourdeille na Fontaine Médicis de Brantôme.

- Vie des hommes illustres et grands capitaines français
- Vie des grands capitaines étrangers
- Vie des dames illustres
- Vie des dames galantes
- Anecdotes touchant les duels
- Rodomontades et jurements des Espagnols.

### Cronologia das primeiras edições
Os escritos de Brantôme apenas foram publicados longo tempo após a sua morte. As datas das primeiras edições são as seguintes:
- Em Leiden, na editora de Jean Sambix, 1665-1666, em 8 volumes, reeditados em 1722 por Jean Sambix «o jovem»:
  - Tome 1 : Les vies des hommes illustres et grands Capitaines Français de son temps.
  - Tome 2 : Les vies des hommes illustres et grands Capitaines Français de son temps.
  - Tome 3 : Les vies des hommes illustres et grands Capitaines Français de son temps.
  - Tome 4 : Les vies des hommes illustres et grands Capitaines Français de son temps .
  - Tome 1 : Les vies des hommes illustres et grands Capitaines Etrangers de son temps.
  - Tome 2 : Les vies des hommes illustres et grands Capitaines Etrangers de son temps.
  - Les vies des hommes illustres de France de son temps.
  - Les anecdotes de la Cour de France, sous les Rois Henry III et IV. Touchant les duels.
- Foram editados dois volumes suplementares em 1722, em Leiden, pelo editor Jean de la Tourterelle:
  - Tome 1 : Les vies des dames galantes de son temps.
  - Tome 2 : Les vies des dames galantes de son temps.
- Reedição em 1740:
  - Œuvres du Seigneur de Brantome. Nouvelle édition, considerablement augmentée, revue, accompagnée de remarques historiques & critiques, & distribuée dans un meilleur ordre. - La Haye, aux dépens du Libraire, 1740.
- Reedição em 1779:
  - Œuvres du Seigneur de Brantome. Nouvelle édition, considerablement augmentée, revue, accompagnée de remarques historiques & critiques, & distribuée dans un meilleur ordre. - Londres, aux dépens du Libraire, 1779.
- No século XIX os investigadores Louis Monmerqué (em 1822), Prosper Mérimée e Louis Lacour (em 1858) publicaram edições críticas mais completas. Uma edição crítica completa da obra foi publicada por Ludovic Lalanne entre 1864 e 1882:
  - Œuvres complètes de Pierre de Bourdeille, seigneur de Brantôme, publiées d'après les manuscrits avec variantes et fragments inédits pour la Société de l'histoire de France par Ludovic Lalanne, Paris, Veuve Jules Renouard, 1864-1882 :
    - Tome I, 1864, Les Vies des grands capitaines estrangers, 396 pp.
    - Tome II, 1866, Les Vies des grands capitaines estrangers, Les Vies des grands capitaines françois, 436 pp.
    - Tome III, 1867, Les Vies des grands capitaines françois, 467 pp.
    - Tome IV, 1868, Les Vies des grands capitaines françois, 436 pp.
    - Tome V, 1869, Les Vies des grands capitaines françois, Discours sur les couronnels de l'infanterie de France, 456 pp.
    - Tome VI, 1873, Discours sur les couronnels de l'infanterie de France (fin), Discours sur les duels, 528 pp.
    - Tome VII, 1873, Discours sur les Rodomontades, Serments et Juremens espaignols, Monsieur de La Noue, Discours d'aucunes retraictes de guerre, Recueil des Dames, (primiere partie), 468 pp.
    - Tome VIII, 1875, Recueil des Dames, 223 pp.
    - Tome IX, 1881, Des Dames (seconde partie) (dames galantes), 743 pp.
    - Tome X, 1881, Opuscules et pièces diverses, Vie de François de Bourdeille, Généalogie, Testament, Lexique, Poésies, 512 pp.
    - Tome XI, 1882, Table des matières et Index des noms, 395 pp.
- Ao longo dos tempos foram tambem aparecendo edições parcelares, entre as quais:
  - Discours sur les colonels de l'infanterie de France (édition critique avec introduction, notes, glossaire, chronologie et index... établie par Étienne Vaucheret), Librairie philosophique J. Vrin / Éditions Cosmos, coleção De Pétrarque à Descartes, n.º 26, Paris / Montréal, 1973 (apresentação).
  - Discours sur les duels, Éditions Sulliver, 2000.

### Filmografia
- Dames galantes de Jean-Charles Tacchella (1990).